# Sericochroa albidula
Sericochroa albidula är en fjärilsart som beskrevs av Paul Dognin 1911. Sericochroa albidula ingår i släktet Sericochroa och familjen tandspinnare. Inga underarter finns listade i Catalogue of Life.